# KV 오스텐더
KV 오스텐더 (K.V. Oostende)는 벨기에 오스텐더를 연고로 하는 프로 축구 클럽이다. 2012-13 시즌 벨기에 2부 리그에서 1위를 차지해 승격한 뒤부터 벨기에 프로리그에 소속되어 있다.

## 역대 감독
| 감독                 | 임기        |
| -------------------- | ----------- |
| 케네트 브륄레 라르센 | 2001 ~ 2003 |
| 헤르트 페르헤이언    | 2018 ~ 2019 |